# Zelenortski kaukal
Zelenortski kaukal (lat. Calonectris edwardsii) je morska ptica iz roda Calonectris u porodici zovoja. Endem je  Zelenortske Republike. Ima tanak kljun i tamniji gornji dio tijela. Hrani se ribama, lignjama i drugim morskim životinjama. 

## Taksonomija
Ovu vrstu je prvi put opisao Émile Oustalet 1883. kao zasebnu vrstu. Kasnje je bila svrstana kao podvrsta kaukala, ali Cornelis Hazevoet 1995. dokazuje da su Calonectris edwardsii i kaukal različite vrste.

## Razmnožavanje
Ove ptice se pare u veljači i ožujku. Rupe u stijenama služe kao gnijezdo. U gnijezdu se nalazi jedno jaje. Iz jaja se izlegu mladi od svibnja do srpnja, a prvi put polete od srpnja do rujna. Ptice vrijeme do iduće sezone parenja borave na moru.

## Vanjske poveznice
|  | Zajednički poslužitelj ima još gradiva o temi Calonectris edwardsii |
|  | Wikivrste imaju podatke o taksonu Calonectris edwardsii             |